# 정평역 (경산)
정평역(Jeongpyeong station, 正坪驛)은 대한민국 경상북도 경산시 정평동에 있는 대구 도시철도 2호선의 역이다. 남천 하저터널로 임당역과 연결된다.

## 특징
대구 도시철도 2호선 경산 연장 구간의 첫 번째 역이다. 영대교 하저터널로 임당역과 연결되고, 사월역과 정평역 사이의 중산삼거리 인근으로는 경부선 선로가 교차 통과한다. 역 주변으로는 경산우방아파트 등의 아파트 단지들이 많이 있어서 이용하는 승객은 썩 적지 않은 편이나, 사월역으로 운행되는 시내버스들은 대부분 경산역 및 경산시장·경산오거리로 들어가기 때문에 상대적으로 사월역에서 정평동으로 직진하는 시내버스 노선들이 적고, 배차간격도 긴 편이다. 사월역에서 정평역까지 직진하여 오는 시내버스 노선 중 배차간격이 짧은 노선은 449, 509, 649번 세 개 노선 정도다. 

## 역명의 유래
이 쪽 지형에 있는 마을이 넓고 평평하다고 하여 "정평"이라는 지명이 붙었다.

## 역사
- 2012년 9월 19일 : 대구 도시철도 2호선 개통과 함께 영업 개시[2]

## 역 구조
2면 2선식 곡선 상대식 승강장이 있는 지하역이며, 스크린도어가 설치되어 있다. 대합실은 지하 1층에, 승강장은 지하 2층에 있다. 그리고 다사역처럼 심도가 얕은 지하철역이기도 하다. 곡선 승강장이기 때문에, 승강장과 열차 사이의 단차가 있다.
승강장으로 들어가는 엘리베이터는 운임구역 통과 후 양방향에 설치되어 있다.

### 승강장
| 사월 ↑ |
| \| 상  |
| ↓ 임당 |

| 상행 | ● 대구 도시철도 2호선 | 반월당·용산·문양 방면 |
| 하행 | ● 대구 도시철도 2호선 | 임당·영남대 방면      |

- 대합실을 통해 반대편 승강장으로 이동할 수 있다.

## 사진

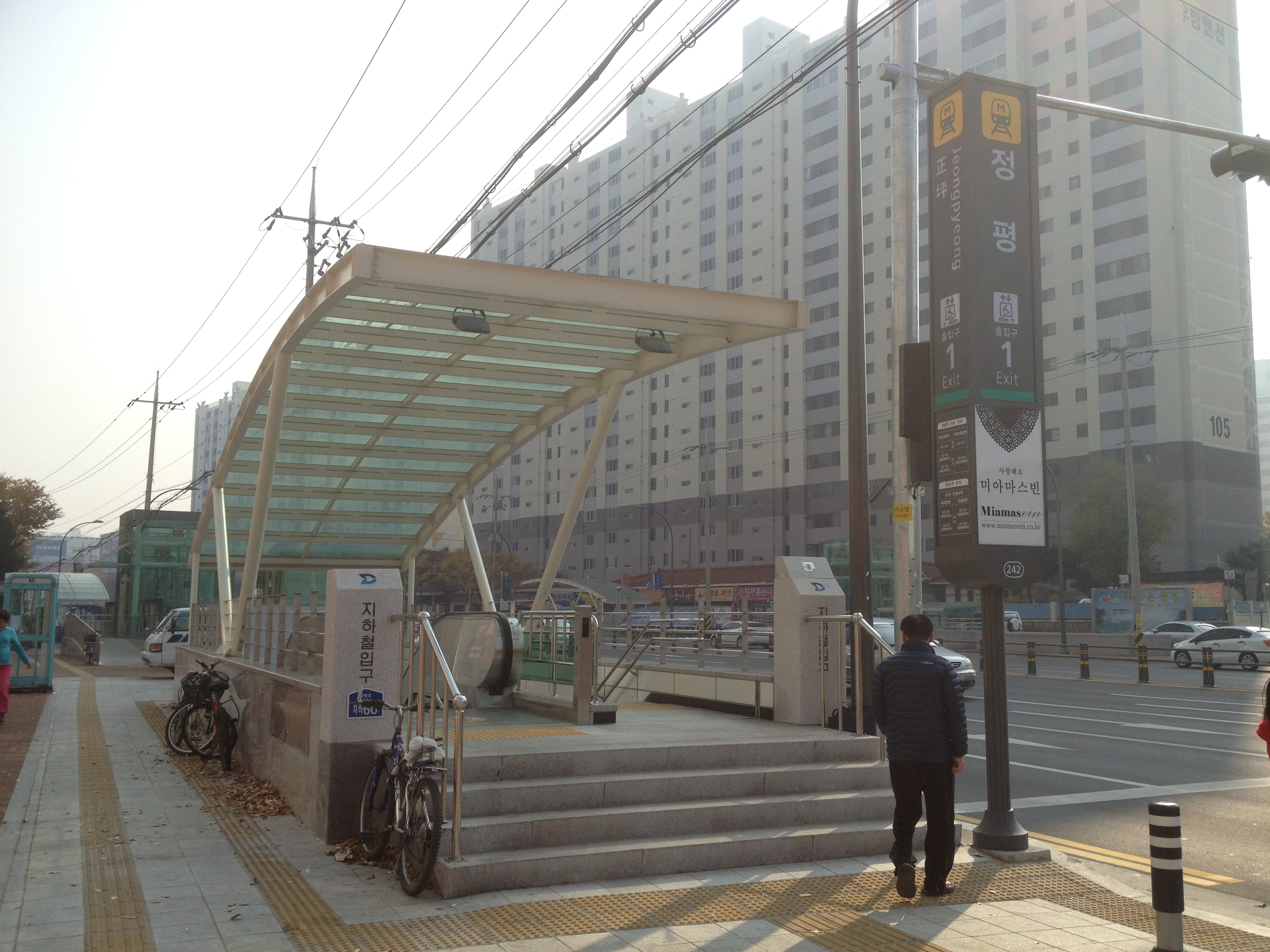
1번출구
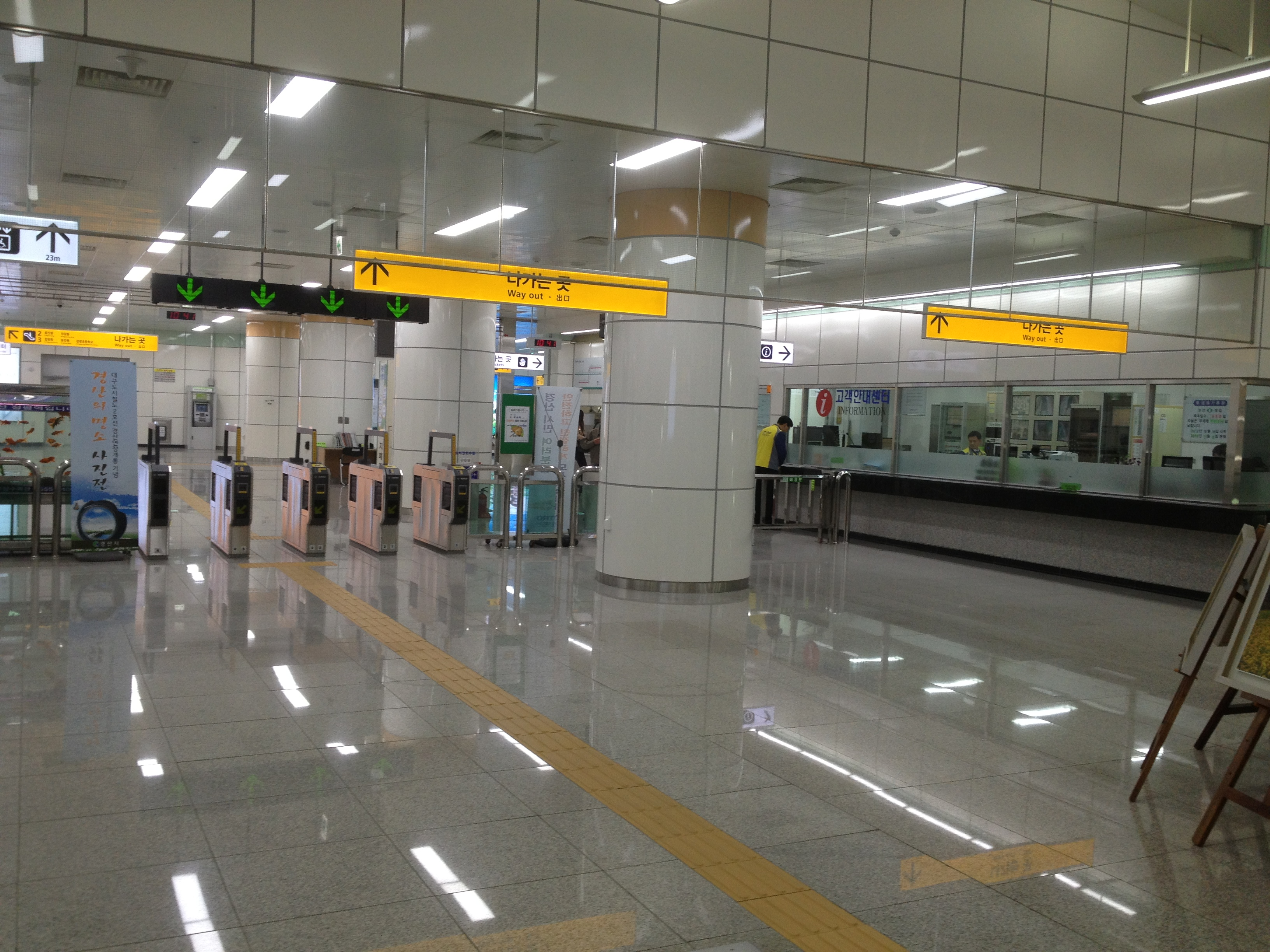
개찰구
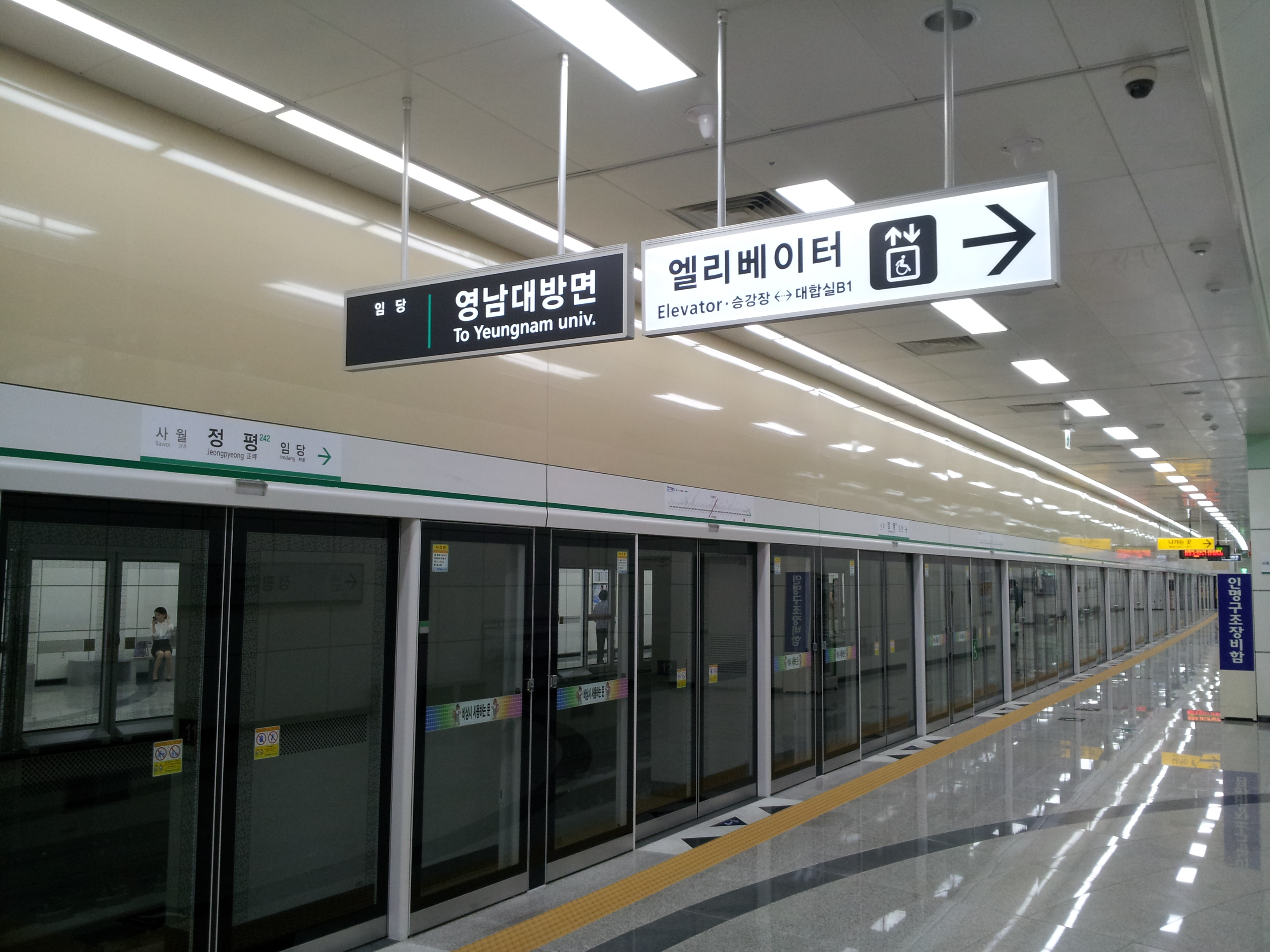
승강장 (영남대 방면)
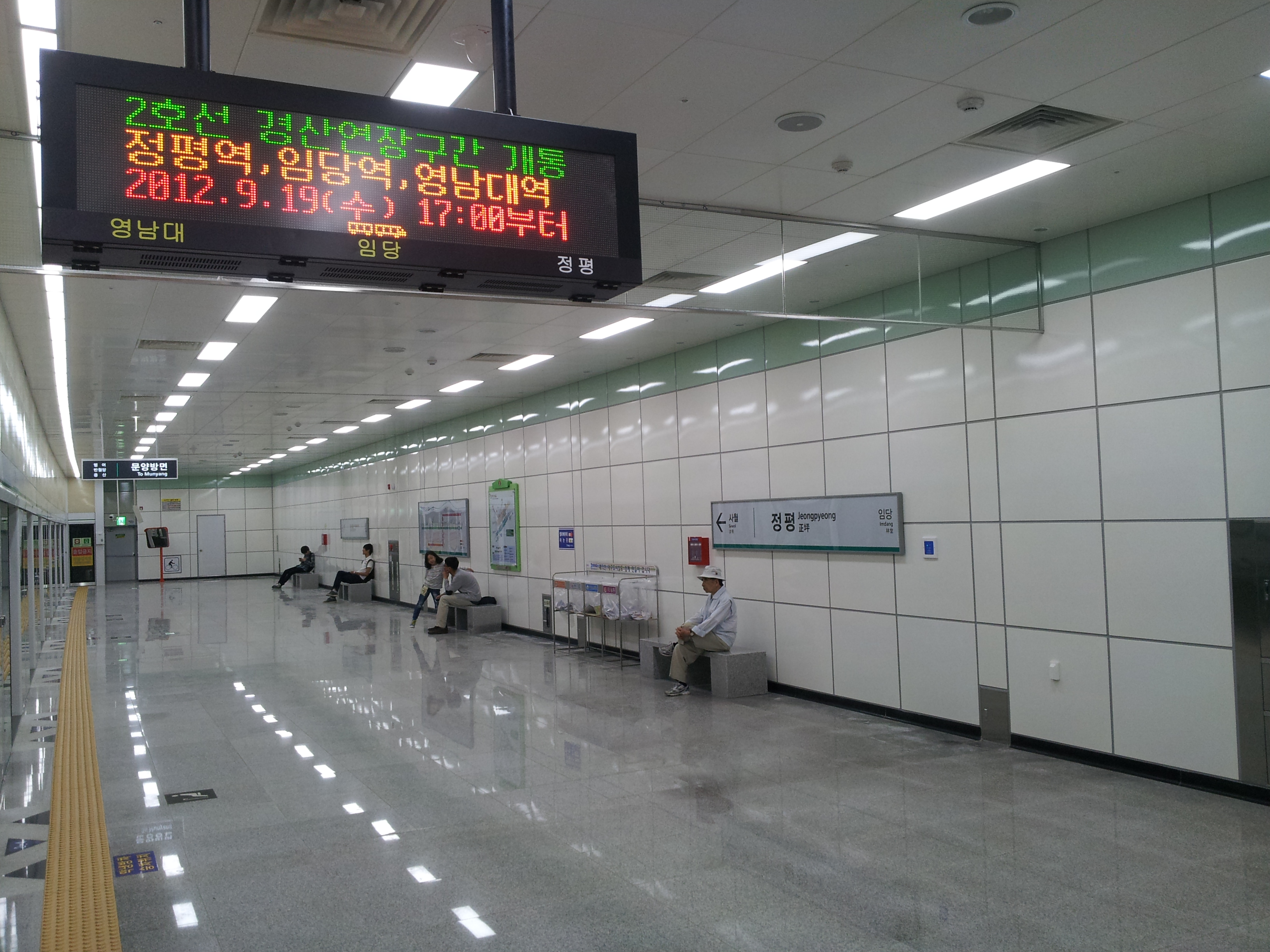
승강장 (문양 방면) (LCD 교체 전)

## 역 주변
| 나가는 곳 | 방면                                             |
| --------- | ------------------------------------------------ |
| 1         | 정평동 사월동 한솔아파트                         |
| 2         | 중산동 정평동 KB국민은행 정평동지점              |
| 3         | 정평동 중방동 정평초등학교 농협 경산농협정평지점 |
| 4         | 정평동 대평동 IM뱅크 정평동지점                  |

## 승차량 변동
| 노선  | 승차 인원 | 승차 인원 | 승차 인원 | 승차 인원 | 승차 인원 | 승차 인원 |       |
| 노선  | 2012년    | 2013년    | 2014년    | 2015년    | 2016년    | 2017년    |       |
| ----- | --------- | --------- | --------- | --------- | --------- | --------- | ----- |
| 2호선 | 3,893     | 4,314     | 4,563     | 4,478     | 4,539     |           | [ 4 ] |

## 인접한 역
| 대구 도시철도 2호선 | 대구 도시철도 2호선   | 대구 도시철도 2호선  |
| ------------------- | --------------------- | -------------------- |
| 241 사월 문양 방면  | ● 대구 도시철도 2호선 | 243 임당 영남대 방면 |